# 戈爾登比奇 (馬里蘭州)
戈爾登比奇（英語：Golden Beach）是位於美國馬里蘭州聖瑪麗斯縣的一個普查規定居民點。

## 人口
根據2020年美國人口普查的數據，戈爾登比奇的面積為12.05平方千米，當中陸地面積為9.82平方千米，而水域面積為2.24平方千米。當地共有人口3651人，而人口密度為每平方千米302.99人。